# Radomiak Radom (zapasy)
Radomiak Radom – sekcja zapasów powołana została w 1948 roku z inicjatywy trenera Władysława Miazia (nota bene jako zapaśnicza i podnoszenia ciężarów). Początkowo trenowało w niej 38 zawodników, wśród których wielu stanowiło reprezentację Radomiaka w rozgrywkach okręgu warszawskiego.
W 1949 roku zarząd Polskiego Związku Atletycznego powierzył szkoleniowcowi zorganizowanie w Radomiu mistrzostw Polski w zapasach i podnoszenia ciężarów (będące jednocześnie eliminacjami do mistrzostw Europy w Pradze). Andrzej Rejmont i Alfred Planeta uczestniczyli w obozie kondycyjnym dla reprezentacji Polski przed meczem z Czechosłowacją.
W latach 50. i 60. XX wieku zapaśnicy Radomiaka występowali w II lidze (zaplecze ekstraklasy). W latach 1950–1954 zawodnikiem radomskiej drużyny był m.in. Jan Żurawski. W 1966 roku szkoleniowca Miazię zastąpił Michał Kosna. Za jego czasów brązowy medal mistrzostw Polski wywalczyło 2 zawodników: Stanisław Krzesiński i Andrzej Magiera. W 1977 roku zapaśnicy Radomiaka pokonali reprezentację Stanów Zjednoczonych w hali RZO "Radoskór". W latach 80. i 90. trenerem sekcji był Jerzy Korczak. W grudniu 1995 roku sekcja zawiesiła działalność. Na jej bazie powstało Radomskie Towarzystwo Zapaśnicze.
Główną bazą treningową była Hala RZO „Radoskór”.